# Leucania undicilia
Leucania undicilia là một loài bướm đêm trong họ Noctuidae.